# Пит Хейн (эсминец, 1929)
Hr. Ms. Piet Hein, бортовая литера PH (Его величества Пит Хейн) — эсминец флота Нидерландов типа Ван Гент.
Назван в честь голландского капера XVII века Пит Хейна.
Заложен на верфи «Burgerhout’s Scheepswerf en Machinefabriek» в Роттердаме 16 августа 1925 года, спущен на воду 30 июня 1927 года, вступил в строй 25 января 1929 года.
19 февраля 1942 года потоплен торпедами с японского эсминца «Асасио» в бою в проливе Бадунг у острова Бали.